# Young Noble
Young Noble, pseudonimo di Rufus Lee Cooper III (Rancho Cucamonga, 21 marzo 1978 – Atlanta, 4 luglio 2025), è stato un rapper statunitense.

## Carriera
Noble esordì con l'album di 2pac The Don Killuminati: The 7 Day Theory nelle canzoni: Bomb First (My Second Reply), Hail Mary, Life of an Outlaw, e Just Like Daddy.
Il 21 dicembre del 1999, uscì Still I Rise il quale fu realizzato grazie alle registrazioni di 2pac fatte prima della sua scomparsa.
Nel 2012 annunciò insieme all'amico Edi Mean la realizzazione di due mixtape chiamati Outlaw Rydahz Vol. 1 e Outlaw Nation 'Outlaw Rydaz Volume uno rispettivamente in marzo e ottobre.
Il 4 luglio 2025 Noble muore suicida all’età di 47 anni ad Atlanta, Georgia.

## Discografia

### Album da solista
- 2002: Noble Justice
- 2009: Noble Justice: The Lost Song
- 2012: Son of God

### Collaborazioni e raccolte
- 2002: Street Warz (con JT the Bigga Figga)
- 2006: Thug Brothers (con Layzie Bone)
- 2006: Against All Oddz (con E.D.I.)
- 2006: Soldier 2 Soldier (con stic.man)
- 2007: Thug in Thug Out (con Hussein Fatal)
- 2008: All Eyez on Us (con Lil' Flip)
- 2009: Bad Enough (con RedMusicUk ft. Shade Sheist, TQ & Young Noble)
- 2013: Fast Life (con Deuce Deuce)
- 2013: The Year of Underdogz (con Gage Gully)
- 2014: Jerzey Giantz (con Hussein Fatal)